# Cirolana willeyi
Cirolana willeyi är en kräftdjursart som först beskrevs av Stebbing 1904.  Cirolana willeyi ingår i släktet Cirolana och familjen Cirolanidae. Inga underarter finns listade i Catalogue of Life.